# Dirk Barsikow

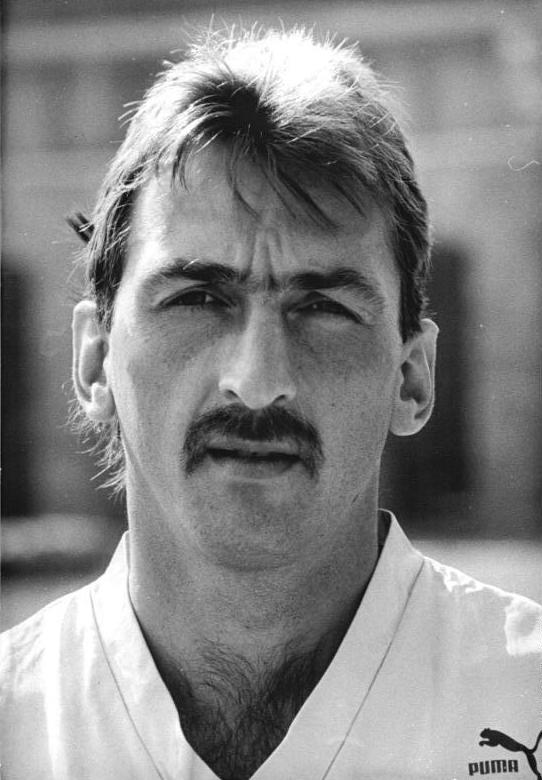
Dirk Barsikow (1990)

Dirk Barsikow (* 1. Oktober 1962 in Friedland) ist ein ehemaliger deutscher Fußballspieler und heutiger Fußballtrainer.

## Sportlicher Werdegang
Dirk Barsikow stammt aus der Nachwuchsabteilung der BSG Post Neubrandenburg. 1982 spielte der Mecklenburger erstmals im Team des DDR-Ligisten. 1983 wurde Barsikow zur NVA eingezogen und wechselte während seiner Dienstzeit zum Lokalrivalen Vorwärts Neubrandenburg. Der mögliche Aufstieg mit Vorwärts in die DDR-Oberliga 1984 wurde Barsikow durch die Auflösung der Armeesportgemeinschaft verwehrt.
Anschließend heuerte Barsikow wieder bis 1989 bei der BSG Post an. Anfang 1989 wechselte der bis dahin eher unbekannte Abwehrstratege in die DDR-Oberliga zum FC Karl-Marx-Stadt. Zuvor hatte die BSG versucht, die Freigabe zu verweigern. Erst durch ein Urteil des DDR-Fußball-Verbandes wurde Barsikow ab 6. Februar 1989 für den FCK spielberechtigt. Dort konnte sich Barsikow auf Anhieb durchsetzen und durchlebte mit den „Himmelblauen“ die erfolgreichste Zeit seiner Laufbahn. Mit dem FCK erreichte er 1989 das Finale im FDGB-Pokal, unterlag dem BFC Dynamo aber mit 0:1. 1989/90 und in der Folgesaison kam Barsikow gegen Juventus Turin, Boavista Porto, Borussia Dortmund und den FC Sion zu insgesamt sechs Einsätzen im UEFA-Pokal. Mit der Vizemeisterschaft in der DDR-Oberliga im Jahr 1990 erreichte Barsikow mit den größten Erfolg des FC Karl-Marx-Stadt seit der Meisterschaft 1967. Den Einzug in das Finale des DFB-Pokals 1992/93 verpasste er mit seinem Verein im Halbfinale durch eine überraschende Niederlage gegen die Amateure von Hertha BSC.
Seine Karriere beendete Barsikow im Jahr 1994 beim Chemnitzer FC, dem Nachfolgeverein des FCK, der zu dieser Zeit in der 2. Bundesliga spielte. Im Anschluss war er viele Jahre im Trainerbereich des CFC tätig und agierte 2002 und 2004 auch kurzzeitig als Cheftrainer der Sachsen. Seit Februar 2008 war er neben Peter Keller und Matthias Zimmerling Co-Trainer des FSV Zwickau, zwischen Oktober 2009 und 24. Februar 2010 auch Cheftrainer des FSV.
Barsikow ist Ehrenmitglied des Chemnitzer FC.

## Stationen

### Als Spieler
- 1980 bis 12/1982: BSG Post Neubrandenburg
- 1/1983 bis 1984: Vorwärts Neubrandenburg
- 1984 bis 12/1988: BSG Post Neubrandenburg
- 1/1989 bis 1993: FC Karl-Marx-Stadt / Chemnitzer FC

### Als Trainer
- 11/2002: Chemnitzer FC
- 7/2004 bis 9/2004: Chemnitzer FC (Co-Trainer)
- 9/2004 bis 3/2005: Chemnitzer FC
- 2/2008 bis 9/2009: FSV Zwickau (Co-Trainer)
- 10/2009 bis 2/2010: FSV Zwickau
- 5/2010 bis 5/2013: VfB Fortuna Chemnitz
- 7/2013 bis 7/2015 Eintracht Erdmannsdorf/Augustusburg
- 2016 bis 2017: SG Neukirchen

## Statistik
- DDR-Oberliga: 55 Einsätze/6 Tore
- 2. Fußball-Bundesliga: 35 Einsätze/3 Tore